# Да ти кажем шта ми је
Да ти кажем шта ми је је осми албум Здравка Чолића. Издат је децембра  1990. године. Албум је сниман у Београду током друге половине 1990. године. Продуцент је Горан Бреговић. Албум је вратио Чолићу популарност коју је био изгубио мањим успехом претходних албума.
Хитови су били: Да ти кажем шта ми је, Чија је оно звијезда, Е, драга драга, Спавају ли очи небеске

## Албум
Албум има јаке баладе у правом поп маниру, те серију хитова. Занимљивост је да албум није концертно истакнуто испраћен због надолазећег рата на подручју Југославије. Чолић је током 1991. године наступао на фестивалу МЕСАМ, као и у Сава центру у Београду где је представио нове песме.
Ово је први Чолићев албум који је објављен на ЦД-у.

## Песме
1. Чија је оно звијезда
2. Маслинасто зелена
3. Е драга драга
4. Ријека суза и на њој лађа
5. Спавају ли очи небеске
6. Чаје шукарије
7. Мастило и вода
8. Негдје на дну срца
9. Да ти кажем шта ми је

## Топ листе
| Листа           | Највиша позиција |
| --------------- | ---------------- |
| Радио ТВ ревија | 1                |

## Обрада
07. Мастило и вода (оригинал: Пол Макартни — Maybe I'm Amazed)
09. Да ти кажем шта ми је (оригинал: Един Дервишхалидовић /Дино Мерлин/ — Са мојих усана)